# Nordharz
Nordharz är en kommun i Landkreis Harz i förbundslandet Sachsen-Anhalt i Tyskland.
Kommunen bildades den 1 januari 2010 genom en sammanslagning av de tidigare kommunerna Abbenrode, Danstedt, Heudeber, Langeln, Schmatzfeld, Stapelburg, Veckenstedt och  Wasserleben.